# Frederick Furnivall
Frederick James Furnivall (né à Egham, Surrey le 4 février 1825, mort le 2 juillet 1910 à Londres) est un grammairien anglais, éditeur et promoteur de l’Oxford English Dictionary (1859-1878). Il s’est énormément consacré à la littérature médiévale anglaise, sa contribution la mieux connue étant son édition bilingue des Contes de Cantorbéry. Il a toute sa vie milité contre l'inégalité devant l'éducation et a été l'un des membres fondateurs du London Working Men's College, un cours pour adultes.

## Biographie
Frederick James Furnivall est le fils d'un chirurgien qui a administré l’asile d'aliénés de Great Fosters. Il a effectué ses études à University College London et à Trinity Hall (Cambridge), où il a passé les épreuves de mathématiques sans obtenir de mention. Il a obtenu son diplôme d'avocat à Lincoln's Inn en 1849 et plaida en dilettante jusqu'en 1870.
En 1862 Furnivall avait épousé Eleanor Nickel Dalziel (née vers 1838 † 1937). Certains biographes la décrivent comme une femme de chambre, ce qui aurait fait un couple dépareillé socialement au regard des critères de l'Angleterre victorienne ; son statut social est en tout cas sujet à débat.
Peu avant 1866, Furnivall perdit sa fille, Eena, qu'il évoque comme « my sweet, bright, only child. » Il dispersa tout son patrimoine lors du krash financier de 1867. En 1883, âgé de 58 ans, il divorce d’Eleanor et se met en ménage avec une jeune éditrice de 21 ans, Teena Rochfort-Smith, mais celle-ci se brûle gravement deux mois plus tard en brûlant de vieilles lettres et meurt dans l'année.

## Rédaction de l'Oxford English Dictionary
Furnivall a été l'un des trois premiers contributeurs de l’Oxford English Dictionary, dont il a coordonné la rédaction entre 1861 et 1878. Toutefois, malgré son érudition et son enthousiasme pour le projet, son mandat d'éditeur faillit être fatal au dictionnaire linguistique : il n'était en effet, ni patient, ni systématique, ni très rigoureux,. Son irascibilité et ses manies lui ayant aliéné année après année les coordinateurs pour les lettres A, I, J, N, O, P & W, il finit par démissionner mais n'en continua pas moins à rédiger, jusqu'à sa mort, des articles par milliers pour ce dictionnaire. Son successeur, le lexicographe James Murray, a dit de lui : « Il a été de loin le plus actif de nos relecteurs, et les annotations de sa propre main, les extraits qu'il a tiré de livres, de journaux et de magazines forment une proportion considérable des millions de contributions du Scriptorium. »
Furnivall a adhéré à la Philological Society en 1847, et en a été le Secrétaire de 1853 jusqu'à sa mort en 1910, à l'âge de 85 ans.
Il a été promu docteur honoris causa de l'Université d'Oxford et de l'Université Humboldt de Berlin. Au mois d'avril 1902, il a été nommé Honorary Fellow de Trinity Hall (Cambridge).

## Sociétés littéraires
Furnivall fut un promoteur infatigable de l'étude de la littérature anglaise médiévale, et pour cela il lança une multitude de société savantes : la Early English Text Society (1864), la Chaucer Society (1868), la Ballad Society (1868), la New Shakspere Society (1873), la Browning Society (1881, avec l'appui d'Emily Hickey), la Wyclif Society (1882) et la Shelley Society (1885). Si certaines d'entre elles furent particulièrement productives (surtout la Early English Text Society), toutes se déchiraient en controverses. Les échanges les plus vifs eurent lieu au sein de la New Shakspere Society, qui opposèrent Furnivall à Algernon Charles Swinburne,.
Ces sociétés étaient essentiellement vouées à l'édition critique de textes anciens ou inédits. Furnivall a établi des textes pour la Early English Text Society, le Roxburghe Club et la collection Rolls ; mais sa principale réalisation reste son édition critique de Geoffrey Chaucer, d'une conception révolutionnaire.

## Une école de la seconde chance:The Working Men's College
Dans les années 1850, Furnivall s'était mêlé à divers courants du Christianisme social et il comptait parmi son cercle d'amis Charles Kingsley et le critique John Ruskin. C'est par ce groupe qu'il se trouva au nombre des fondateurs du Working Men's College et, quoique devenu agnostique plus tard, il n'en conserva pas moins un fort attachement à cette institution qu'il regardait comme une communauté de savoir démocratique et affranchie des classes sociales. L'un de ses biographes écrit qu'il s'était fait une conviction, qu'il conserva pour le reste de sa vie, selon laquelle « des gens très modestes sont capables de poursuivre des études dans la joie et la bonne humeur. »

## Aviron
Furnivall a toujours pratiqué l'aviron avec enthousiasme, et il conserva de l’intérêt pour ce sport jusqu'à la fin de sa vie ; en 1845, il lança avec John Beesley la mode du skiff étroit, et a organisé en 1886 les premières courses de 4-barré et de 8-barré sur la Tamise. En 1896, Furnivall fonde le Hammersmith Sculling Club (auj. Furnivall Sculling Club), destiné initialement aux jeunes filles d'origine modeste, et il « se lança dans cette activité avec un enthousiasme juvénile, car elle combinait deux de ses passions : l'exercice physique en plein air et la compagnie de jeunes femmes. »